# Journet
Pour les articles homonymes, voir Journet (homonymie).
Journet est une commune du Centre-Ouest de la France, située dans le département de la Vienne en région Nouvelle-Aquitaine.

## Géographie

### Communes limitrophes
| Haims Jouhet | Béthines     | Liglet        |
| Montmorillon | Journet      |               |
|              | Saint-Léomer | La Trimouille |

### Hydrographie
Le territoire communal est arrosé par la rivière Salleron.

### Climat
Le climat qui caractérise la commune est qualifié, en 2010, de « climat océanique altéré », selon la typologie des climats de la France qui compte alors huit grands types de climats en métropole. En 2020, la commune ressort du même type de climat dans la classification établie par Météo-France, qui ne compte désormais, en première approche, que cinq grands types de climats en métropole. Il s’agit d’une zone de transition entre le climat océanique, le climat de montagne et le climat semi-continental. Les écarts de température entre hiver et été augmentent avec l'éloignement de la mer. La pluviométrie est plus faible qu'en bord de mer, sauf aux abords des reliefs.
Les paramètres climatiques qui ont permis d’établir la typologie de 2010 comportent six variables pour les températures et huit pour les précipitations, dont les valeurs correspondent à la normale 1971-2000. Les sept principales variables caractérisant la commune sont présentées dans l'encadré ci-après.
| Paramètres climatiques communaux sur la période 1971-2000 - Moyenne annuelle de température : 11,7 °C - Nombre de jours avec une température inférieure à −5 °C : 2,7 j - Nombre de jours avec une température supérieure à 30 °C : 6,5 j - Amplitude thermique annuelle : 15,1 °C - Cumuls annuels de précipitation : 792 mm - Nombre de jours de précipitation en janvier : 11,9 j - Nombre de jours de précipitation en juillet : 6,8 j |

Avec le changement climatique, ces variables ont évolué. Une étude réalisée en 2014 par la Direction générale de l'Énergie et du Climat complétée par des études régionales prévoit en effet que la  température moyenne devrait croître et la pluviométrie moyenne baisser, avec toutefois de fortes variations régionales. La station météorologique de Météo-France installée sur la commune et en service de 1993 à 2016 permet de connaître l'évolution des indicateurs météorologiques. Le tableau détaillé pour la période 1981-2010 est présenté ci-après.
| Mois                                  | jan.           | fév.           | mars           | avril         | mai           | juin         | jui.          | août          | sep.          | oct.          | nov.           | déc.           | année      |
| ------------------------------------- | -------------- | -------------- | -------------- | ------------- | ------------- | ------------ | ------------- | ------------- | ------------- | ------------- | -------------- | -------------- | ---------- |
| Température minimale moyenne (°C)     | 1,8            | 1,9            | 3,3            | 5,3           | 9             | 11,9         | 13,4          | 13,2          | 9,9           | 8,4           | 4,1            | 2,1            | 7,1        |
| Température moyenne (°C)              | 5,1            | 6              | 8,5            | 10,8          | 14,7          | 18,3         | 20            | 20            | 16,2          | 13,2          | 7,9            | 5,2            | 12,2       |
| Température maximale moyenne (°C)     | 8,4            | 10,1           | 13,7           | 16,4          | 20,5          | 24,6         | 26,5          | 26,7          | 22,4          | 18            | 11,7           | 8,3            | 17,3       |
| Record de froid (°C) date du record   | −15,3 08.01.09 | −19,5 09.02.12 | −11,1 01.03.05 | −5,5 04.04.96 | −0,9 14.05.95 | 2,9 03.06.06 | 6,1 17.07.00  | 3,5 30.08.93  | 0,1 25.09.02  | −5,9 31.10.97 | −11,9 22.11.93 | −11,5 30.12.96 | −19,5 2012 |
| Record de chaleur (°C) date du record | 19,3 05.01.99  | 23,4 20.02.98  | 26,8 24.03.96  | 30,2 30.04.05 | 32,5 30.05.01 | 38 27.06.11  | 39,5 16.07.15 | 40,3 06.08.03 | 34,4 03.09.05 | 29,9 01.10.11 | 24,7 08.11.15  | 19,6 17.12.15  | 40,3 2003  |
| Précipitations (mm)                   | 65,2           | 48,6           | 53,3           | 65,9          | 76,5          | 51,6         | 57,4          | 56,9          | 65,7          | 74,8          | 71,7           | 72,1           | 759,7      |

## Urbanisme

### Typologie
Au 1er janvier 2024, Journet est catégorisée commune rurale à habitat très dispersé, selon la nouvelle grille communale de densité à sept niveaux définie par l'Insee en 2022.
Elle est située hors unité urbaine. Par ailleurs la commune fait partie de l'aire d'attraction de Montmorillon, dont elle est une commune de la couronne,. Cette aire, qui regroupe 18 communes, est catégorisée dans les aires de moins de 50 000 habitants,.

### Occupation des sols
L'occupation des sols de la commune, telle qu'elle ressort de la base de données européenne d’occupation biophysique des sols Corine Land Cover (CLC), est marquée par l'importance des territoires agricoles (79 % en 2018), une proportion sensiblement équivalente à celle de 1990 (79,3 %). La répartition détaillée en 2018 est la suivante : 
zones agricoles hétérogènes (34,4 %), terres arables (32,4 %), forêts (17,4 %), prairies (12,2 %), milieux à végétation arbustive et/ou herbacée (3,1 %), zones urbanisées (0,5 %). L'évolution de l’occupation des sols de la commune et de ses infrastructures peut être observée sur les différentes représentations cartographiques du territoire : la carte de Cassini (XVIIIe siècle), la carte d'état-major (1820-1866) et les cartes ou photos aériennes de l'IGN pour la période actuelle (1950 à aujourd'hui).

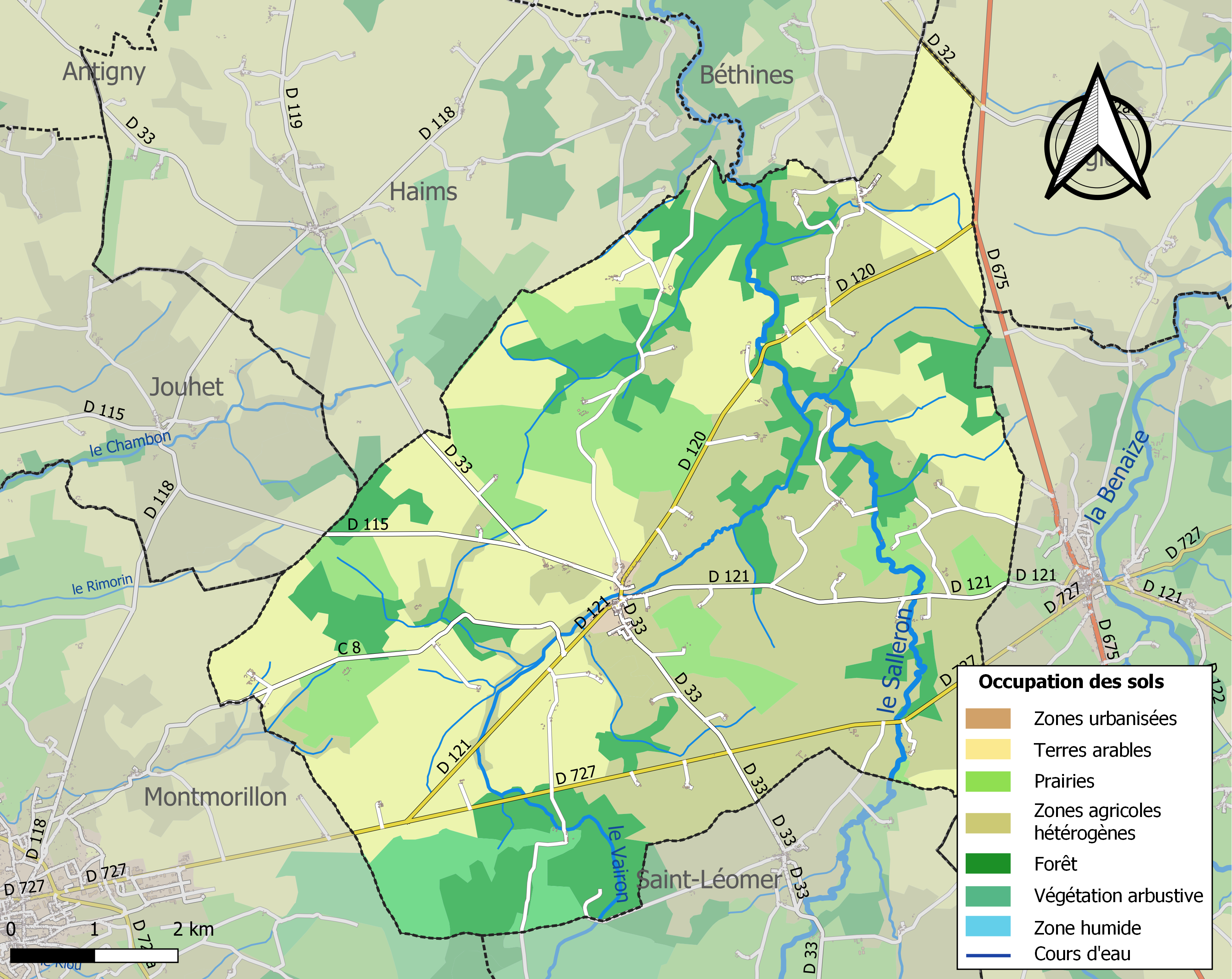
Carte des infrastructures et de l'occupation des sols de la commune en 2018 (CLC).

### Risques majeurs
Le territoire de la commune de Journet est vulnérable à différents aléas naturels : météorologiques (tempête, orage, neige, grand froid, canicule ou sécheresse), inondations, feux de forêts, mouvements de terrains et séisme (sismicité faible). Il est également exposé à un risque technologique, le transport de matières dangereuses. Un site publié par le BRGM permet d'évaluer simplement et rapidement les risques d'un bien localisé soit par son adresse soit par le numéro de sa parcelle.

#### Risques naturels
Certaines parties du territoire communal sont susceptibles d’être affectées par le risque d’inondation par débordement de cours d'eau, notamment le Salleron et le Vairon. La commune a été reconnue en état de catastrophe naturelle au titre des dommages causés par les inondations et coulées de boue survenues en 1982, 1999 et 2010,.
Journet est exposée au risque de feu de forêt. En 2014, le deuxième plan départemental de protection des forêts contre les incendies (PDPFCI) a été adopté pour la période 2015-2024. Les obligations légales de débroussaillement dans le département sont définies dans un arrêté préfectoral du 29 mai 2015,, celles relatives à l'emploi du feu et au brûlage des déchets verts le sont dans un arrêté permanent du 24 mai 2015,.

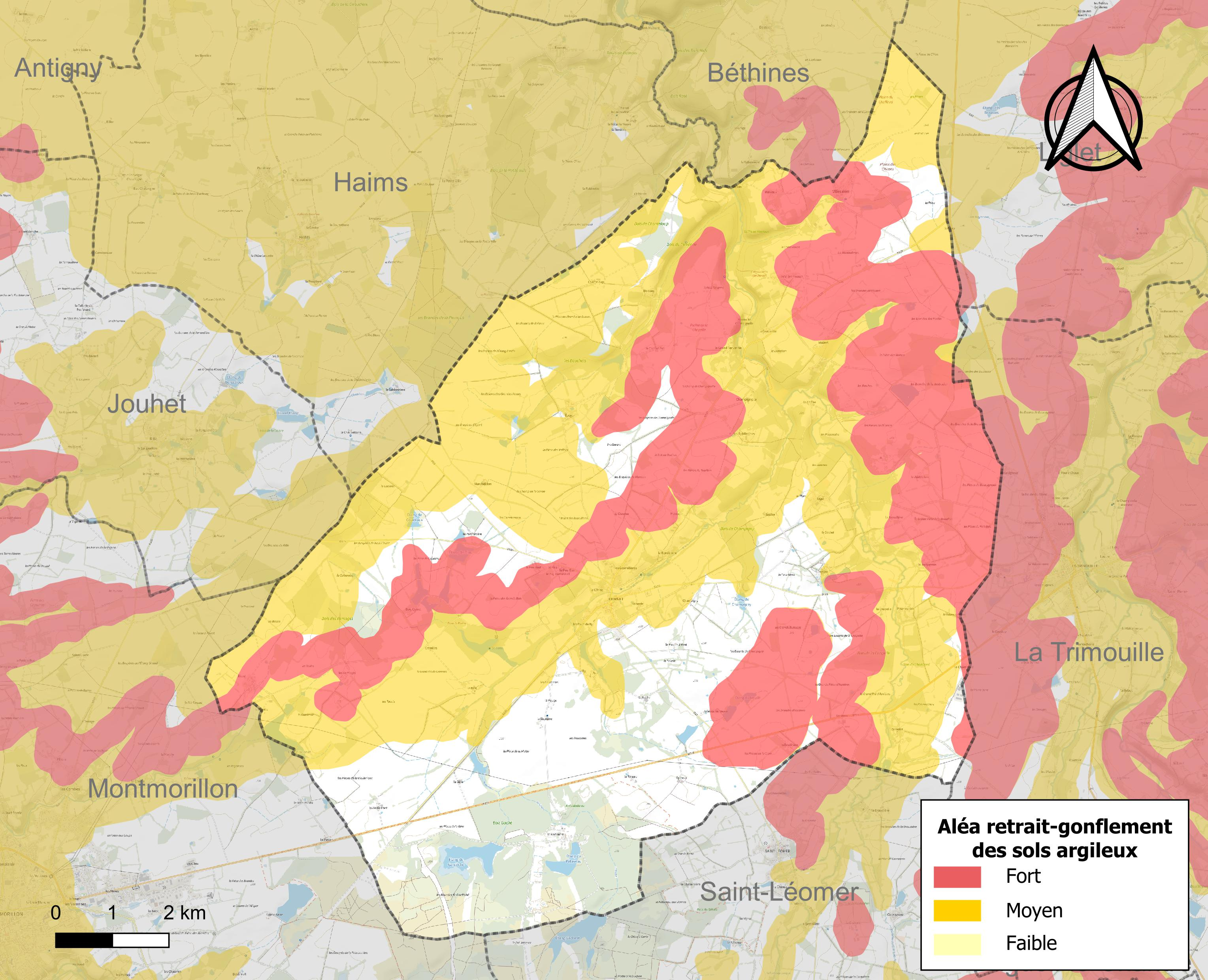
Carte des zones d'aléa retrait-gonflement des sols argileux de Journet.

Les mouvements de terrains susceptibles de se produire sur la commune sont des tassements différentiels. Le retrait-gonflement des sols argileux est susceptible d'engendrer des dommages importants aux bâtiments en cas d’alternance de périodes de sécheresse et de pluie. 72 % de la superficie communale est en aléa moyen ou fort (79,5 % au niveau départemental et 48,5 % au niveau national). Depuis le 1er octobre 2020, en application de la loi ÉLAN, différentes contraintes s'imposent aux vendeurs, maîtres d'ouvrages ou constructeurs de biens situés dans une zone classée en aléa moyen ou fort,.
La commune a été reconnue en état de catastrophe naturelle au titre des dommages causés par la sécheresse en 1989, 2011, 2017, 2019 et 2020 et par des mouvements de terrain en 1999 et 2010.

## Histoire
Journet accueille favorablement les avancées de la Révolution française. Elle plante ainsi son arbre de la liberté, symbole de la Révolution. Il devient le lieu de ralliement de toutes les fêtes et des principaux événements révolutionnaires, comme la fête des Époux.
En 1848, avec la Révolution française de 1848 et le retour de la République, la décision de planter un arbre de la liberté est prise dès le 25 mars. Un autre arbre de la liberté est planté un siècle plus tard : un noyer qui existe toujours en 1988.

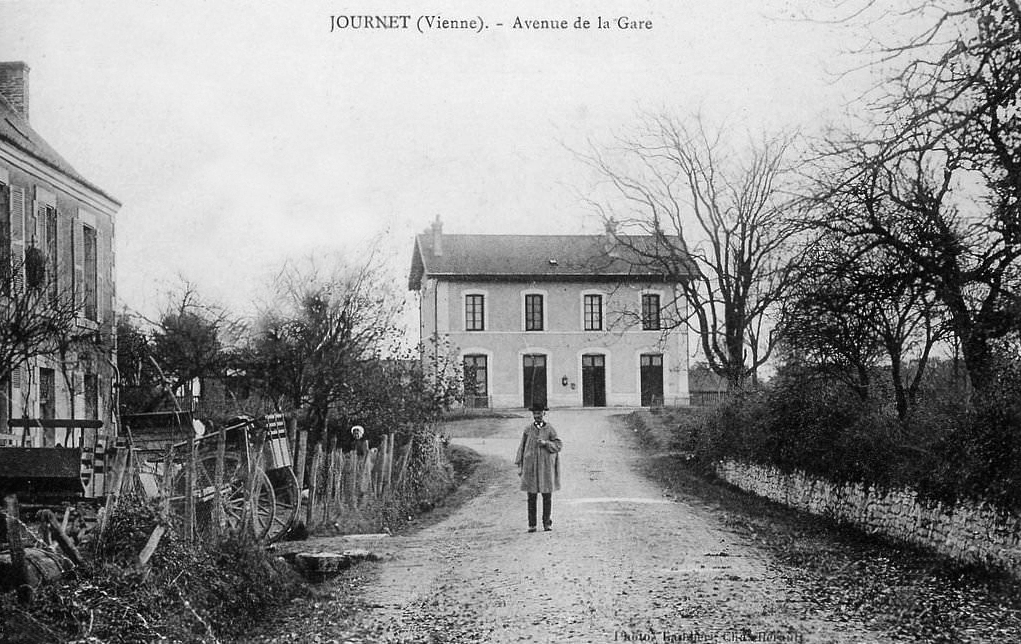
La gare de Journet vers 1900.

## Politique et administration

### Liste des maires
| Période                                  | Période   | Identité             | Étiquette | Qualité                                             |
| ---------------------------------------- | --------- | -------------------- | --------- | --------------------------------------------------- |
| 1853                                     | 1892      | Baron Louis d'Oiron  |           | Propriétaire au Bas Peu                             |
| 1892                                     | 1900      | Baron Joseph d'Oiron |           |                                                     |
| 1900                                     | 1912      | Louis Pierre Chassin |           | Propriétaire au Bourg - Régisseur du Riz            |
| 1912                                     | 1922      | Charles Bonnet       |           | Propriétaire aux Bablinières - Avoué à Montmorillon |
| 1922                                     | 1935      | Pascal Selon         |           |                                                     |
| 1935                                     | 1941      | Maurice Chassin      |           |                                                     |
| 1941                                     | 1944      | Armand Touraine      |           |                                                     |
| 1944                                     | 1947      | Pascal Selon         |           |                                                     |
| 1947                                     | 1965      | Charles Martreuil    |           |                                                     |
| 1965                                     | 1969      | Louis Maire          |           |                                                     |
| 1969                                     | 1977      | Marcel Mérine        |           |                                                     |
| 1977                                     | 1989      | Félix Hugonnaud      |           |                                                     |
| 1989                                     | 1995      | Roland Girardot      | DVD       |                                                     |
| 1995                                     | mars 2008 | Jacques Cochin       |           |                                                     |
| mars 2008                                | mai 2020  | Gérard Neuvy         |           |                                                     |
| mai 2020                                 | En cours  | Sandrine André       |           |                                                     |
| Les données manquantes sont à compléter. |           |                      |           |                                                     |

### Instances judiciaires et administratives
La commune relève du tribunal d'instance de Poitiers, du tribunal de grande instance de Poitiers, de la cour d'appel  Poitiers, du tribunal pour enfants de Poitiers, du conseil de prud'hommes de Poitiers, du tribunal de commerce de Poitiers, du tribunal administratif de Poitiers et de la cour administrative d'appel  de  Bordeaux, du tribunal des pensions de Poitiers, du tribunal des affaires de la Sécurité sociale de la Vienne, de la cour d’assises de la Vienne.

## Démographie
L'évolution du nombre d'habitants est connue à travers les recensements de la population effectués dans la commune depuis 1793. Pour les communes de moins de 10 000 habitants, une enquête de recensement portant sur toute la population est réalisée tous les cinq ans, les populations de référence des années intermédiaires étant quant à elles estimées par interpolation ou extrapolation. Pour la commune, le premier recensement exhaustif entrant dans le cadre du nouveau dispositif a été réalisé en 2006.

En 2022, la commune comptait 368 habitants, en évolution de −0,81 % par rapport à 2016 (Vienne : +0,6 %, France hors Mayotte : +2,11 %).
| 1793 | 1800 | 1806 | 1821 | 1831 | 1836  | 1841  | 1846  | 1851  |
| ---- | ---- | ---- | ---- | ---- | ----- | ----- | ----- | ----- |
| 780  | 762  | 772  | 784  | 913  | 1 014 | 1 033 | 1 026 | 1 067 |

| 1856  | 1861  | 1866  | 1872  | 1876  | 1881  | 1886  | 1891  | 1896  |
| ----- | ----- | ----- | ----- | ----- | ----- | ----- | ----- | ----- |
| 1 103 | 1 135 | 1 084 | 1 075 | 1 094 | 1 204 | 1 228 | 1 303 | 1 182 |

| 1901  | 1906  | 1911  | 1921  | 1926 | 1931 | 1936 | 1946 | 1954 |
| ----- | ----- | ----- | ----- | ---- | ---- | ---- | ---- | ---- |
| 1 178 | 1 210 | 1 240 | 1 019 | 983  | 941  | 935  | 861  | 756  |

| 1962 | 1968 | 1975 | 1982 | 1990 | 1999 | 2006 | 2011 | 2016 |
| ---- | ---- | ---- | ---- | ---- | ---- | ---- | ---- | ---- |
| 602  | 574  | 518  | 465  | 412  | 398  | 378  | 364  | 371  |

| 2021 | 2022 | - | - | - | - | - | - | - |
| ---- | ---- | - | - | - | - | - | - | - |
| 370  | 368  | - | - | - | - | - | - | - |

En 2008, selon l’Insee, la densité de population de la commune était de 6,4 hab./km2 contre 61 hab./km2 pour le département, 68 hab./km2 pour la région Poitou-Charentes et 115 hab./km2 pour la France.
La diminution de 6 % de la population de la commune de 1999 à 2006 s’intègre dans une évolution générale à l’ensemble des communes rurales du département de la Vienne. Les zones rurales perdent de leurs habitants au profit d’une vaste région circonscrite autour des deux grandes métropoles du département : Poitiers et Châtellerault, et plus particulièrement au profit des cantons limitrophes de la préfecture.

## Économie
Selon la direction régionale de l'Alimentation, de l'Agriculture et de la Forêt de Poitou-Charentes, il n'y a plus que 29 exploitations agricoles en 2010 contre 40 en 2000. le nombre d'exploitations individuelles a chuté durant cette période passant de 43 à 29.
Les surfaces agricoles utilisées ont diminué et sont passées de 4 786 hectares en 2000 à 3 689 hectares en 2010. 31 % sont destinées à la culture des céréales (blé tendre essentiellement mais aussi de l'orge et un peu de maïs), 18 % pour les oléagineux (colza majoritairement et tournesol), 1 % pour les protéagineux, 26 % pour le fourrage et 17 % reste en herbes. En 2010, 1 hectare (3 en 2000) est consacré à la vigne.
13 exploitations en 2010 (contre 21 en 2000) abritent un élevage de bovins (1 287 têtes en 2010 contre 2 087 têtes en 2000). C’est un des troupeaux de bovins les plus importants du département de la Vienne qui rassemblent 48 000 têtes en 2011.
13 exploitations en 2010 (contre 18 en 2000) abritent un élevage d'ovins (2 817 têtes en 2010 contre 6 937 têtes en 2000). Cette évolution est conforme à la tendance globale du département de la Vienne. En effet, le troupeau d’ovins, exclusivement destiné à la production de viande, a diminué de 43,7 % de 1990 à 2007. En 2011, le nombre de têtes dans le département de la Vienne était de 214 300.
L'élevage de volailles est passé de 356 têtes en 2000 répartis sur 12 fermes à 255 têtes en 2010 répartis sur 12 fermes.
L'élevage de chèvres a disparu en 2010 (167 têtes sur 3 fermes en 2000). C’est un des troupeaux importants de caprins du département de la Vienne (74 500 têtes en 2011) qui est le deuxième département pour l’élevage des chèvres derrière le département des Deux-Sèvres. Cette disparition forte baisse est révélatrice de l’évolution qu’a connu, en région Poitou-Charentes, cet élevage au cours des deux  dernières décennies: division par trois du nombre d’exploitations, augmentation des effectifs moyens par élevage (38 chèvres en 1988, 115 en 2000), division par 10 des chèvreries de  10 à 50 chèvres qui représentaient 50 % des troupeaux en 1988, et multiplication par 6 des élevages de plus de 200 chèvres qui regroupent, en 2000, 45 % du cheptel. Cette évolution des structures de production caprine a principalement pour origine la crise de surproduction laitière de 1990-1991 qui, en parallèle des mesures incitatives, a favorisé des départs d’éleveurs en préretraite et encouragé l’adaptation structurelle des élevages restant

## Culture locale et patrimoine

### Lieux et monuments

#### Patrimoine civil
Le domaine de Ry-Chazerat est inscrit au titre des monuments historiques en 2022.

#### Patrimoine religieux

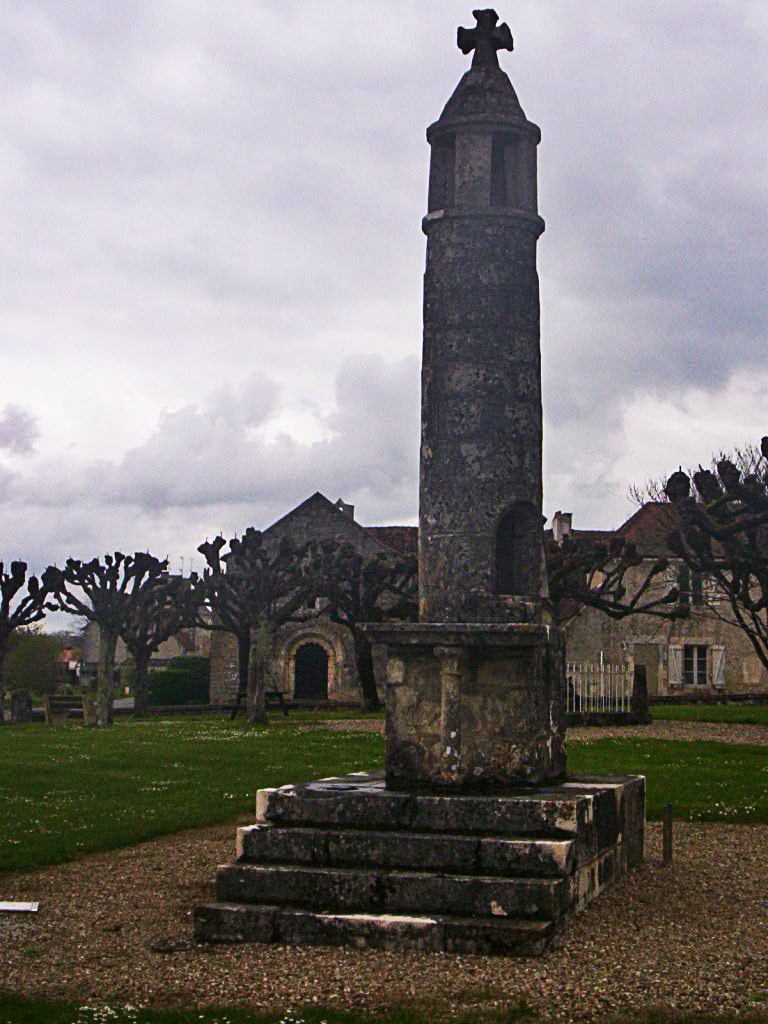
Lanterne des morts de Journet.

- Le prieuré roman de Villesalem (XIIe siècle) dépendait de l'abbaye de Fontevrault. Lors de la Révolution française, le prieuré est déclaré bien national et vendu à un riche propriétaire. Il utilise l'église comme étable et lieu de stockage pendant un demi-siècle. Devenu propriétaire en 1962, l'État restaure l'église et le bâtiment conventuel tandis que l'association amis de Villesalem anime le lieu par des concerts. L'ancienne église abbatiale est classée comme Monument Historique depuis 1914 et les bâtiments conventuels le sont depuis 1995.
- L'église Saint-Martin de Journet est inscrite comme Monument Historique pour son portail depuis 1935[38].
- La Lanterne des Morts de Journet est située sur la place de Journet. Elle date du XIIe siècle. Elle est classée comme Monument Historique depuis 1884. Le fut de la colonne est creux. Une porte ouverte à la base et des encoches pratiquées à l'intérieur permettait d'accéder au lanternon et d'y allumer une lampe à huile. La table est orientée à l'est et peut recevoir un autel portatif pour les offices. Les hypothèses les plus diverses ont été émises quant à sa fonction : phare destiné à guider les voyageurs égarés ; enseigne indiquant un cimetière, donc un lieu dangereux à éviter ; fanal permettant aux morts quittant leurs tombes pour hanter les vivants de retrouver leur cimetière à l'aube... Toutefois, il est vraisemblable que la lanterne ait été un fanal funéraire. En effet, dès l'Antiquité, il était de tradition d'entretenir une flamme auprès des tombes. Cette coutume fut reprise par les premiers chrétiens pour qui la mort n'est qu'un passage de la lumière terrestre vers la lumière céleste. Les tombeaux s'ornèrent de bougies. Elles furent ensuite remplacées par une bougie de pierre, plus solide, résistante aux intempéries : la lanterne des morts.

#### Patrimoine naturel

##### L'étang de la Gère
L’étang de la Gère est une zone classée d’intérêt écologique, faunistique et floristique (ZNIEFF). Le  plan d’eau fait  près de quatre hectares. Ses rives immédiates sont insérées dans un paysage agricole dominé par les cultures. Il est situé sur un plateau de « terre de brande » formé d’épandages argilo-sableux avec bancs de grès induré intercalés. L’étang possède, de ce fait, des eaux acides et peu riches en nutriments.
Son ancienneté et la gestion extensive dont il est l’objet ont néanmoins favorisé le développement d’une végétation aquatique et amphibie dense : herbiers d’hydrophytes, roselière à Phragmite, saulaie à Saule roux et jonçaie. L’étang présente un intérêt biologique comme lieu de vie et comme site de reproduction pour diverses espèces animales rares ou menacées : les libellules et les tortues.
L’élément majeur est sans aucun doute la présence d’une petite population de Cistude d’Europe (tortues) dans une de ses très rares localités dans le département de la Vienne. Cette tortue aquatique - la seule tortue d’eau douce indigène des régions tempérées de France - connaît un déclin alarmant dans toute l’Europe de l’Ouest. Aquatiques durant la majeure partie de l’année, les cistudes viennent à terre après l’accouplement pour déposer leurs 8 à 15 œufs dans un terrier creusé à l’aide leurs pattes arrière dans la terre meuble ou sableuse des rives. Après leur éclosion les jeunes tortues, mesurant à peine plus de 2 cm, regagnent le milieu aquatique, période où elles sont très exposées à la prédation (corvidés, ardéidés). Entre septembre et mars, les cistudes hivernent en s’enfouissant dans des trous creusés sur les berges. La disparition des zones humides, leur fragmentation, la dégradation de la qualité des eaux et l’introduction d’espèces exotiques (poissons, Tortue de Floride, écrevisses américaines, ragondins) constituent les principales menaces pesant sur l’espèce.
L’étang de la Gère se signale aussi par son cortège odonatologique riche d’une vingtaine d’espèce de libellules, parmi lesquelles cinq présentent un intérêt particulier du fait de leur rareté départementale ou régionale :
- deux plus remarquables, l’Agrion joli et la Naïade aux yeux rouges, sont présentes dans 5 % seulement des communes de la région Poitou-Charentes où elles affectionnent les eaux stagnantes, claires et riches en végétation aquatique.
- l’Agrion mignon, quoique moins menacé, n’occupe que des localités dispersées à l’intérieur des terres et n’a été recensé que sur 12 % des communes de la région Poitou-Charentes.
- Agrion gracieux,
- Agrion orangé.

##### Les brandes de la Pierre Là
Les brandes de la Pierre Là sont classées comme zone naturelle d’intérêt écologique, faunistique et floristique (ZNIEFF). Elles sont situées dans l’angle sud-oriental du département de la Vienne.
Les brandes forment un vaste ensemble de milieux et de paysages caractéristiques et constituent une mosaïque d’habitats semi-naturels hérités de pratiques agricoles, sylvicole et pastorales ancestrales. Les landes étaient, autrefois entretenues par des incendies réguliers et  des mares étaient creusées pour permettre le développement de prairies maigres et ainsi permettre l’élevage ovin. Ces milieux originaux ont subi depuis des décennies des altérations irréversibles qui font craindre leur disparition à brève échéance :
- disparition des landes par un défrichement  systématique  afin de favoriser une mise en culture,
- embroussaillement par dynamique naturelle de reconstitution de la forêt d’origine avec la cessation des pratiques ancestrales de gestion (pâturage, incendies) et le dépeuplement des campagnes.
- destruction des zones humides ou tourbeux par le drainage ou la création de plans d’eau de loisirs,
- développement d’une sylviculture plus ou moins intensive qui se caractérise par l’introduction d’essences exotiques  telles que le chêne rouge d’Amérique, ou des résineux,
- création d’enclos à gibier.

Les milieux aquatiques subissent également des pressions plus ou moins fortes : épandage d’engrais pour les besoins de la pisciculture, prolifération des ragondins qui détruisent les roselières épuratrices de l’eau, densités trop élevées de poissons fouisseurs, mise en culture du fond des étangs lors de leur asséchement traditionnel.
Malgré tous ces facteurs d’évolution alarmants sur l’avenir des brandes, les brandes de la Pierre Là sont encore un conservatoire d’espèces rares et fragiles : 16 végétaux sont protégés ainsi que  15 espèces d’oiseaux.
La lande abrite la bruyère à balais et l’ajonc nain. D’autres habitats plus ponctuels tels que les dépressions tourbeuses  cache le Rhynchospore. Les mares et les étangs sont favorables au Flûteau nageant. D’autres végétaux  trouvent refuges dans ces milieux :
- Bugle occidentale,
- Centenille naine,
- Cicendie filiforme,
- Cicendie fluette,
- Droséra à feuilles rondes,
- Gentiane pneumonanthe,
- Glaïeul d’Illyrie,
- Grassette du Portugal,
- Laser à feuilles larges,
- Phalangère bicolore,
- Phalangère à fleurs de lis,
- Pilulaire,
- Porcelle à feuilles tachetées,
- Violette laiteuse.

Les prairies maigres qui relient entre eux les divers noyaux de landes sont d’une grande importance pour l’avifaune : c’est là que nichent en effet plusieurs limicoles menacés que chassent diverses espèces de rapaces nichant dans les landes. Elles accueillent le cortège complet des oiseaux typiques de ce milieu en région centre-atlantique. Le promeneur attentif et silencieux pourra ainsi observer :
- Bouvreuil pivoine,
- Busard cendré,
- Busard Saint-Martin,
- Caille des blés,
- Circaète Jean-le-Blanc,
- Courlis cendré,
- Engoulevent d’Europe,
- Fauvette pitchou,
- Grue cendrée,
- Huppe fasciée,
- Milan noir,
- Œdicnème criard,
- Pie-grièche écorcheur,
- Pipit rousseline,
- Vanneau huppé.

Les brandes de la Pierre Là  sont aussi un repère pour deux espèces protégés d’amphibiens :  le crapaud calamite et la rainette verte.

##### Le bois de Maviaux
Le bois de Maviaux est  classé comme zone naturelle d’intérêt faunistique et floristique (ZNIEFF), Il est situé à une dizaine de kilomètres au sud-est de la commune de Saint-Savin-sur-Gartempe, dans la vallée du Salleron.
Le sous-sol de la vallée est surtout composé de groies, c’est-à-dire de sols argilo-calcaires, peu à moyennement profonds (environ  50 cm), assez riches en cailloux. Ce sol et le climat océanique tempéré qui est caractérisé par des hivers peu rigoureux et des étés plutôt chauds et secs ont permis un boisement mixte composé essentiellement de chênes pédonculés et de charmes. Aux pieds des arbres, une strate herbacée a pu se développer. Les plantes à bulbe y sont abondantes - Jacinthe des bois, Ornithogale des Pyrénées, orchidées – et sont mêlées à des plantes plus classiques des sous-bois comme la Digitale jaune ou l’Hellébore fétide. En bas des pentes, là où l’humidité est plus marquée, la chênaie-charmaie cède la place à une aulnaie, où les plantes dites hygrophytes sont dominantes comme l’ail des ours, la curieuse Lathrée clandestine, une plante de couleur bleu violacé, dépourvue de chlorophylle qui parasitent diverses essences forestières dont l’Aulne glutineux.
Le bois de Maviaux recèle aussi une flore à affinités montagnardes, d’une grande rareté sur le territoire poitevun. La plante la plus précieuse du bois est sans nul doute le Lis Martagon. Cette espèce, est surtout répandue en moyenne montagne dans les Pyrénées, les Alpes et le Massif central. Mais elle est rarissime dans les plaines de l’ouest de la France, et tout particulièrement en région Poitou-Charentes, où seules une dizaine de localités sont aujourd’hui recensées. Le lys Martagon est répertorié dans le bois de Maviaux depuis le XIXe siècle, et il semble se maintenir depuis pour former aujourd’hui trois petites colonies distinctes totalisant à peine 200 pieds, dont seule une petite proportion toutefois porte des hampes fleuries du fait d’une stérilité partielle du lis lorsqu’il s’implante en plaine.
La faune du site n’a fait jusqu’ici l’objet que d’observations ponctuelles ; celles-ci ont révélé la
présence d’une population importante d’escargot de Bourgogne, mollusque dont la répartition est limitée sur le territoire de la région de Poitou-Charentes.

##### La vallée du Salleron
La vallée du Salleron est un site classé zone naturelle d'intérêt écologique, faunistique et floristique (ZNIEFF). Le site intègre une grande partie du cours de la rivière qui est  un affluent de l’Anglin ainsi que ses affluents. Le Salleron est une petite rivière d’eaux vives avec une forte dénivellation depuis ses sources jusqu’à la confluence avec l’Anglin. Ses eaux sont de bonne qualité et bien oxygénées. Son lit est riche en sédiments grossiers (sables et graviers). Son bassin versant est à dominante forestière et bocagère et il est encore peu touché par l’intensification agricole.
L’intérêt biologique du site, qui justifie son classement et sa protection, réside dans la présence importante de la Lamproie de Planer qui est un poisson menacé de disparition  dans toute l’Europe. La Lamproie de Planer exige des eaux de très bonne qualité et des sédiments à granulométrie moyenne à grossière pour vivre et se reproduire.
De nos jours, les principales menaces sur cet environnement fragile sont: un ralentissement anormal du courant qui modifierait le tri mécanique des sédiments, ou une pollution chimique (toxiques, métaux lourds) ou organique (eutrophisation par surcharge des eaux en nutriments provoquant une pullulation d’algues et une réduction de l’oxygène dissous). La création d’étangs destinés à la pêche le long du cours du Salleron constitue un risque important du aux vidanges des étangs. Elles pourraient, en effet, transférer des maladies aux lamproies, provoquer un réchauffement des eaux du Salleron et introduire des espèces piscicoles exotiques. De même, la transformation des prairies naturelles du bassin versant en cultures céréalières intensives pourrait avoir d’importantes répercussions sur la balance trophique et sédimentaire des eaux (apport d’engrais et de produits phytosanitaires), voire, en cas d’irrigation, sur les débits en période d’étiage.
La présence d’une petite population de Cistude d’Europe, une espèce de tortue, est un autre facteur important justifiant la protection du site. Cette tortue aquatique connaît, en effet, un déclin alarmant dans toute l’Europe de l’Ouest. Elle est victime de la disparition des zones humides ou de leur fragmentation, de la dégradation de la qualité des eaux et de l’introduction d’espèces exotiques comme la Tortue de Floride, les écrevisses américaines, ou le ragondin.